# Wedding Bells
Wedding Bells (Originaltitel: Cake) ist eine US-amerikanisch-kanadische Filmkomödie aus dem Jahr 2005. Regie führte Nisha Ganatra, das Drehbuch schrieb Tassie Cameron.

## Handlung
Die 29-jährige Philippa „Pippa“ McGee besucht die Hochzeit eines Freundes. Nach der Rückkehr erfährt sie, dass ihr Vater Malcolm, der verwitwete Verleger der dem Thema Hochzeit gewidmeten Zeitschrift Wedding Bells, einen Herzinfarkt hatte. Pippa leitet daraufhin kommissarisch die Zeitschrift, die ein Medienkonzern übernehmen will.
McGee verliebt sich gleichzeitig in den leitenden Verlagsmitarbeiter Ian und in den Fotografen Hemingway Jones. Über ihre Probleme spricht sie mit ihren Freundinnen Lulu, Jane und Rachel. Ihre Pflichten als Verlegerin erfüllt sie zuerst nur halbherzig, wird jedoch im Verlauf motivierter. Sie ändert außerdem ihre bisher negative Einstellung gegenüber der Ehe. Die Zeitschrift erhält eine Auszeichnung, die Ian im Namen Malcolm McGees entgegennimmt, was die während der Verleihung ebenfalls anwesende Pippa kränkt.
Pippa McGee bekommt mit, dass Ian mit dem Chef des Medienkonzerns telefoniert, welcher den Verlag ihres Vaters übernehmen will. Sie wirft dem als Freund von Malcolm McGee geltenden Ian vor, dieser würde ihren Vater hintergehen. Ian kündigt und verlässt die Redaktion. Erst später erklärt Pippas Vater, er selbst habe Ian damit beauftragt, einen Käufer für das Unternehmen zu finden.
Malcolm McGee verkauft seinen Verlag, Pippa überredet den neuen Besitzer jedoch, die Zeitschrift weiter herauszugeben. Am Ende kommt sie mit Ian zusammen.

## Kritiken
Das Lexikon des internationalen Films schrieb, der Film sei eine „romantische Komödie mit Gags im Sitcom-Tempo und Seitenhieben aufs amerikanische Geschäftsleben“. Er biete „unbeschwerte Unterhaltung mit einigen ernsteren Tönen“.

## Hintergründe
Der Film wurde in Toronto und in Tiny (Ontario) gedreht. Seine Weltpremiere fand am 12. Mai 2005 auf dem Cannes Film Market statt. In einigen Ländern wie in den USA, Ungarn und Griechenland wurde er direkt auf DVD veröffentlicht.